# União dos Advogados de Língua Portuguesa

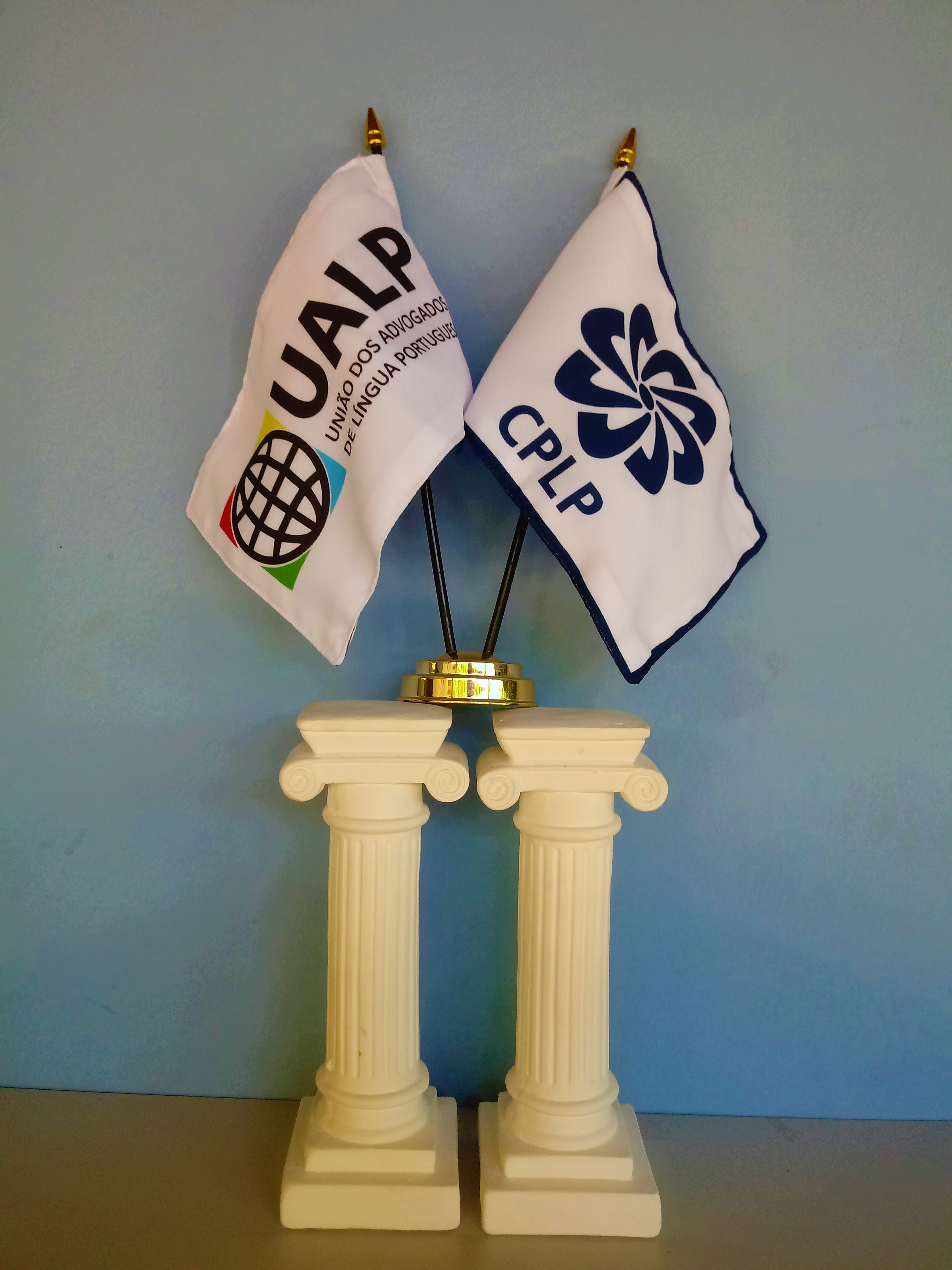
Bandeira da entidade com a da Comunidade dos Países de Língua Portuguesa.

A União dos Advogados de Língua Portuguesa (UALP) é uma entidade de foro internacional constituída pela Ordem dos Advogados de Angola, pela Ordem dos Advogados do Brasil, pela Ordem dos Advogados de Cabo Verde, pela Ordem dos Advogados da Guiné-Bissau, pela Associação dos Advogados de Macau, pela Ordem dos Advogados de Moçambique, pela Ordem dos Advogados Portugueses. e pela Ordem dos Advogados de São Tomé e Príncipe.
Timor-Leste será integrante ao finalizar a criação da Ordem dos Advogados de Timor-Leste que transitoriamente funciona o Conselho de Gestão e Disciplina da Advocacia.

## História
Foi criada em 13 de Maio de 2002 com a denominação de Associação das Ordens e Associações de Advogados dos Países de Língua Portuguesa  e em 25 de Agosto de 2005, durante a VIII Assembleia Geral, realizada em Maputo,  a entidade alterou a sua denominação para o nome atual.

## Presidentes
Lista de presidentes da União dos Advogados de Língua Portuguesa
| Nome                             | País                | Início      | Final                 |
| -------------------------------- | ------------------- | ----------- | --------------------- |
| António de Sousa Marinho e Pinto | Portugal            | 2002        | 2003                  |
| Jorge Neto Valente               | Macau               | A pesquisar | a pesquisar/mencionar |
| Rogério Alves                    | Portugal            | 2006        | 2007                  |
| André Aureliano Aragão           | São Tomé e Príncipe | 2015        | 2016                  |
| Cláudio Pacheco Prates Lamachia  | Brasil              | 2018        | 2019                  |
| Luís Paulo Monteiro              | Angola              | 2019        | atual                 |

## Propósito
De acordo com os estatutos a Associação tem como principais fins:
- Promover a formação e a cultura jurídica, em especial dos associados das Ordens e Associações dos Advogados, mediante a conjugação de esforços das Associadas;
- Promover a defesa do Estado de Direito, das liberdades e das garantias individuais;
- Defender o prestígio e o livre exercício da advocacia.